# Ignaz Lünenborg
Ignaz Lünenborg (* 20. Oktober 1897 in Nord-Velen; † 21. Februar 1976) war ein deutscher Politiker (Zentrum, CDU).

## Leben und Beruf
Nach dem Besuch der Volksschule und des Gymnasiums studierte er an den Universitäten Münster und Köln und der landwirtschaftlichen Hochschule in Bonn. Er promovierte. Anschließend war Lünenborg Geschäftsführer des Westfälischen Bauernvereins in Münster, wechselte dann aber zu einer kleinbäuerlichen Interessenorganisation, die 1927 mit einer münsterländischen Kleinbauernorganisation zum „Westfälischen Bauernbund“ verschmolz. Diese linkskatholische Kleinbauern- und Heuerlingsorganisation stand in ständigen polemischen Auseinandersetzungen mit dem mehr großbäuerlich orientierten „Westfälischen Bauernverein“. Er wurde 1927 Geschäftsführer des neuen „Westfälischen Bauernbundes“, der die Heuerleute, Kötter, Kleinbauern und Neusiedler in Münsterland organisierte, und Schriftleiter sowie Herausgeber des Verbandsorgans „Westdeutscher Bauer“.

## Partei
Lünenborg war seit 1925 Mitglied der Zentrumspartei, für die er sich auch nach dem Zweiten Weltkrieg engagierte. Am 24. März 1958 trat er nach einer Koalitionskrise der SPD/FDP/Zentrum-Regierung in Nordrhein-Westfalen gemeinsam mit Jakob Ballensiefen, Eberhard Nickel, Peter Tollmann, Heinrich Warczak und Josef Weber zur CDU über. Er war in zahlreichen Gremien des Zentrums aktiv.

## Abgeordneter
Vom 26. November 1947 bis 20. Juli 1962 war Lünenborg Mitglied des Landtags des Landes Nordrhein-Westfalen. Er rückte stets über die Landesliste seiner Partei in den Landtag ein. Er war Mitglied im Rat der Gemeinde Marienbaum, im Kreistag des Landkreises Moers und in der Landschaftsversammlung des Landschaftsverbandes Rheinland.